# Masdevallia patula
Masdevallia patula är en orkidéart som beskrevs av Carlyle August Luer och Malo. Masdevallia patula ingår i släktet Masdevallia och familjen orkidéer. Inga underarter finns listade i Catalogue of Life.

## Bildgalleri

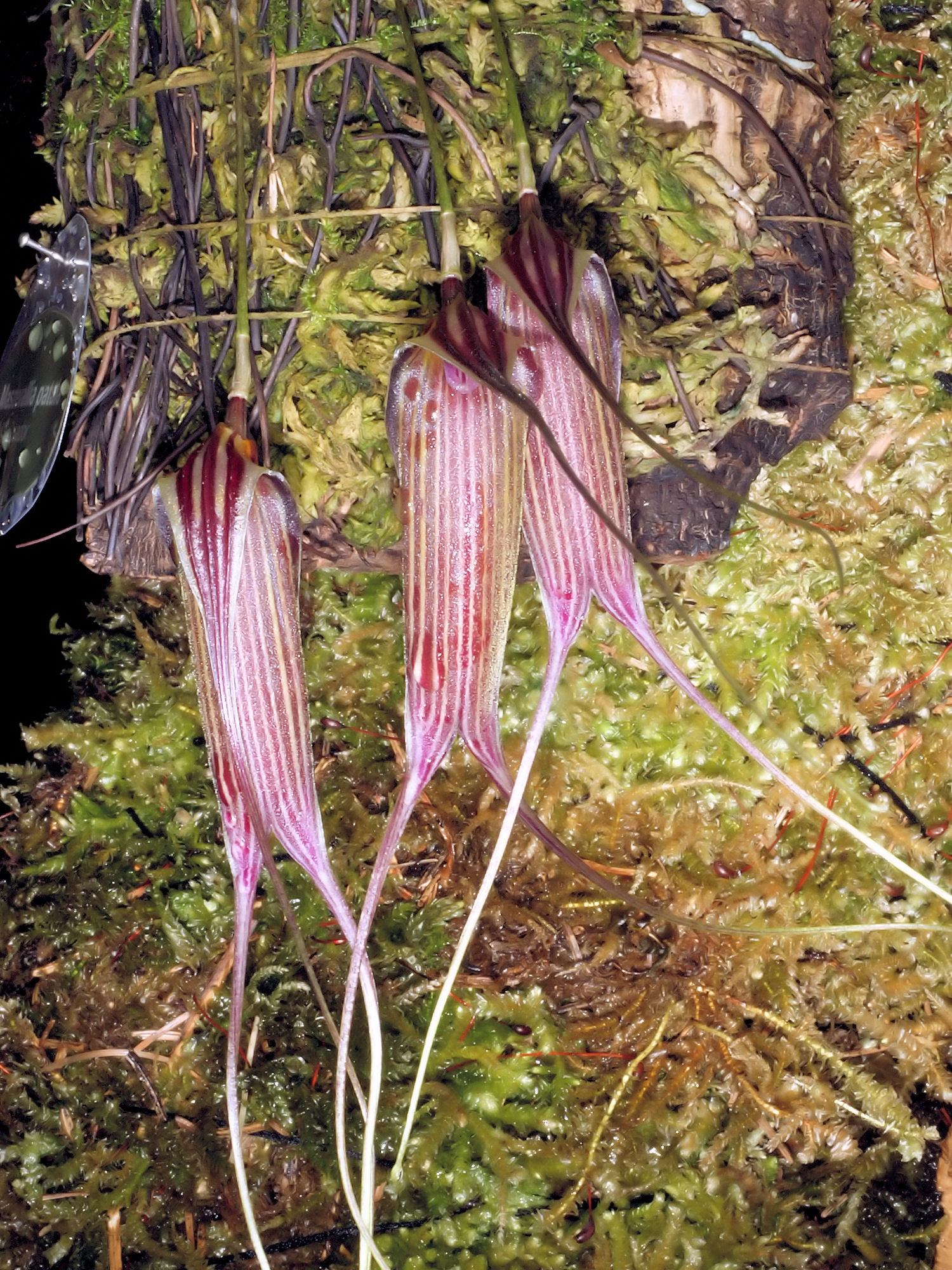
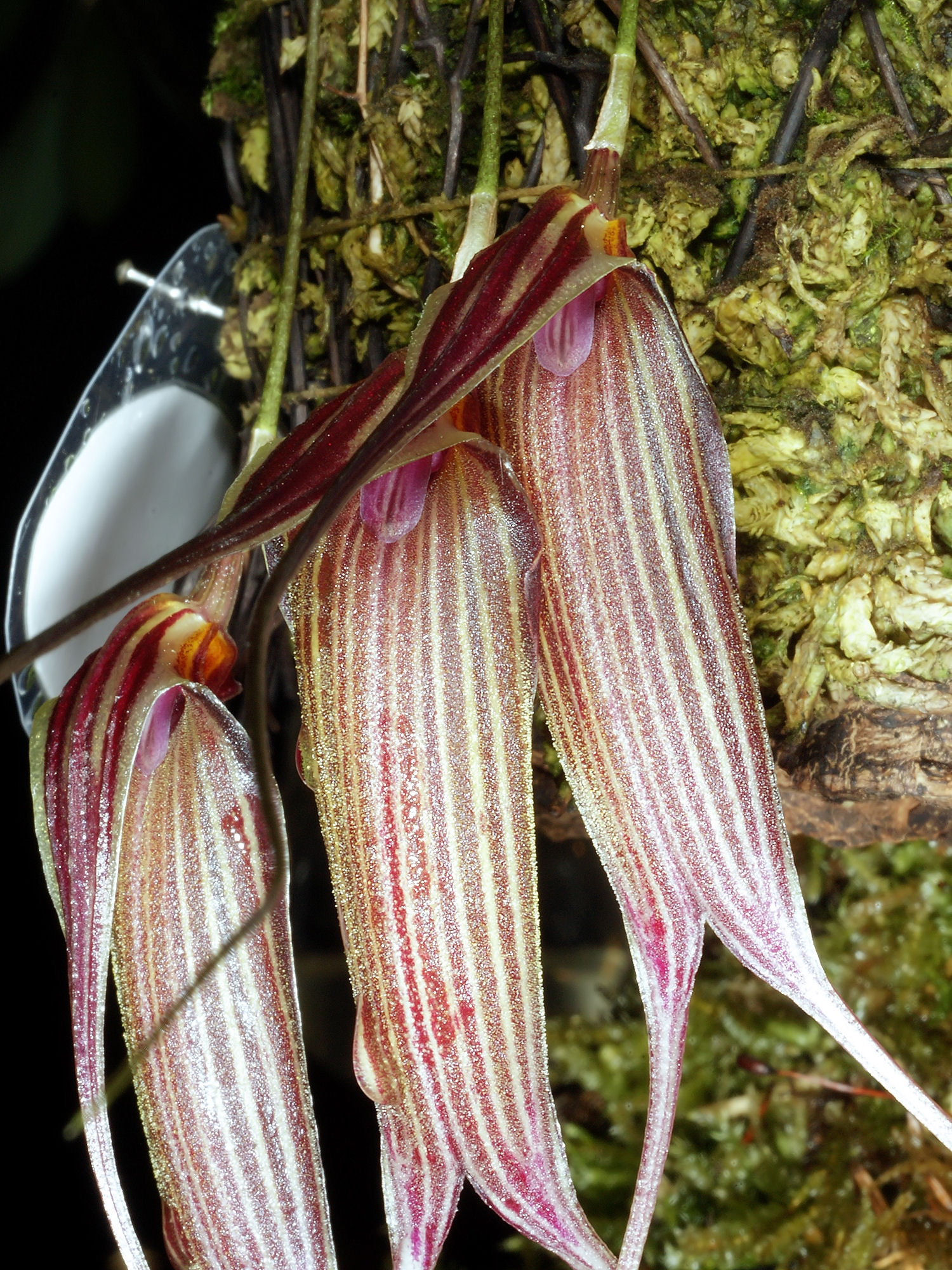